# Momoria acutistylata
Momoria acutistylata är en insektsart som beskrevs av Beamer och Lawson 1945. Momoria acutistylata ingår i släktet Momoria och familjen dvärgstritar. Inga underarter finns listade i Catalogue of Life.